# Alvar Zetterquist

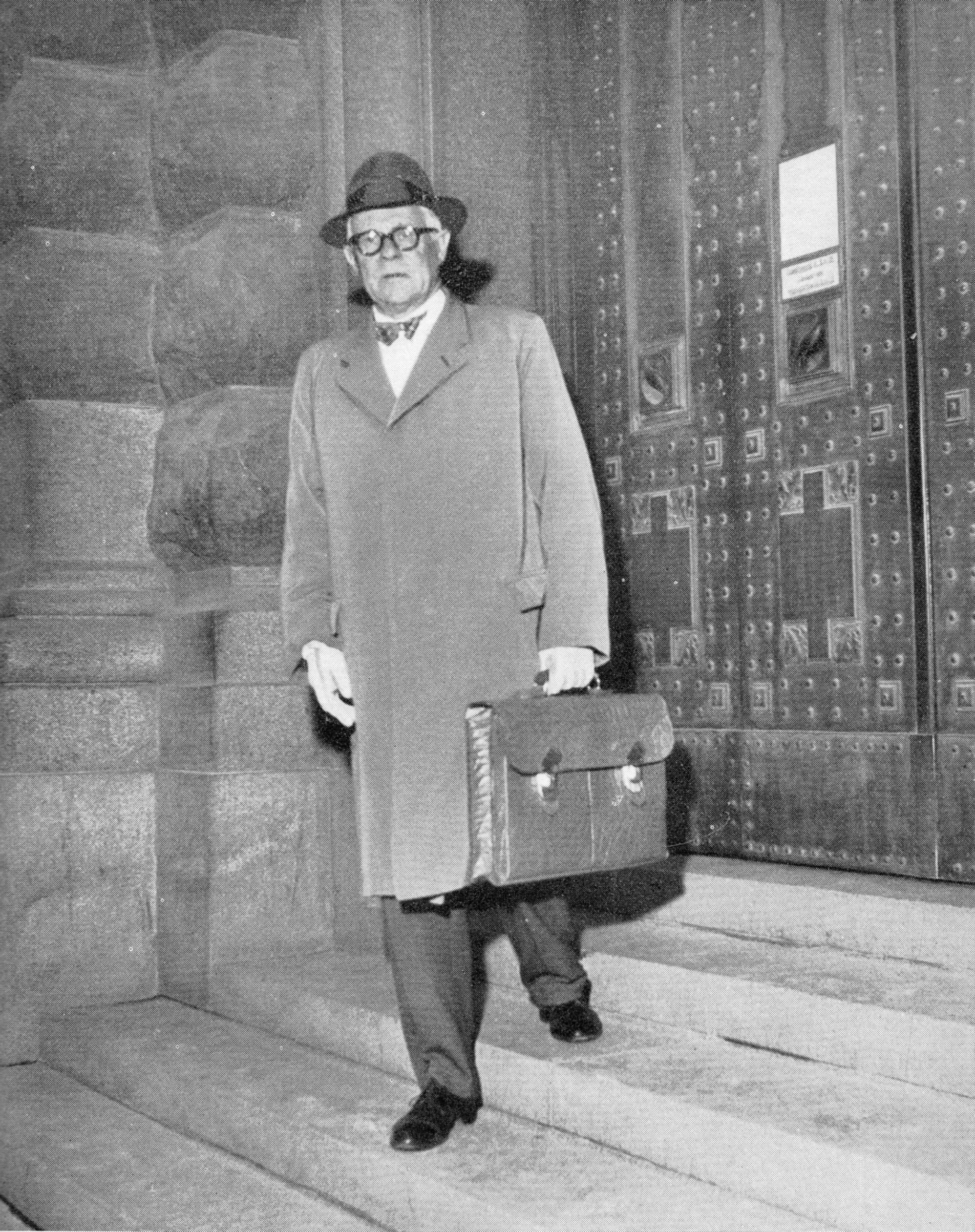
Alvar Zetterquist, 1945.

Alvar Fredrik Zetterquist, född 21 april 1895 i Lännäs i Örebro län, död 16 februari 1959 i Stockholm, var en svensk jurist, kriminalpolisintendent i Stockholm och chef för kriminalpolisen. Zetterquist spelade bland annat en viktig roll i Kejneaffären och det händelseförlopp, som ledde till statsrådet Nils Quensels avgång.

## Biografi
Alvar Zetterquist var son till lantbrukaren Fredrik Zetterquist och Matilda Andersson. Han tog studenten 1913 i Örebro, blev reservofficer 1917 och jur.kand. 1920. Han tjänstgjorde därefter 1920–1923 som extraordinarie notarie vid Stockholms stads rådhusrätt, biträdande jurist vid Stockholms rättshjälpsanstalt 1921–1926 samtidigt som han var verksam som tillförordnad polisassistent från 1925 och lärare vid den dåvarande statliga polisskolan. Han utnämndes till polisintendent och chef för kriminalpolisen 1930, en tjänst han upprätthöll fram till sin pensionering 1955.
Zetterquist var luftskyddsinspektör och chef för Luftskyddsinspektionen 1937–1940, vice ordförande i Stockholms utrymningskommun från 1940, dess ordförande 1941–1944, sakkunnig i finansdepartementet för utredningen rörande organiserandet av den statliga verksamheten för bekämpande av smuggling från 1933, sakkunnig i justitiedepartementet för revideringen av utlänningslagstiftningen från 1936. Han deltog i internationella kriminalpoliskommissionens kongress i Paris 1931, i Wien 1934, i Köpenhamn 1935, i Belgrad 1936 och i London 1937.  
I samband med den så kallade Kejneaffären tillhörde Zetterquist den grupp personer som inledningsvis (1948–1949) hade mycket goda personliga förbindelser med Karl-Erik Kejne men med tiden kom att ändra sin uppfattning om hans trovärdighet. Zetterquist utgick i början från att Kejnes uppgifter var riktiga och att Quensel var homosexuell. I likhet med Herman Zetterberg och Nils Herlitz ändrade Zetterquist sin uppfattning om den saken under utredningens gång när det framgick att Kejnes uppgifter inte kunde styrkas med bevis och i en del fall direkt kunde motbevisas. Zetterquist kom därför att tillhöra den grupp personer som misstänkliggjordes av Kejne och Vilhelm Moberg som bedrev intensiv privatspaning mot den "homosexliga" vars existens Kejne menade sig ha bevis för.

## Utmärkelser
- Riddare av Nordstjärneorden
- Riddare av Vasaorden
- Kommendör av Leopold II:s orden
- Riddare av Dannebrogsorden
- Riddare av Sankt Olofsorden

## Filmografi
- 1954 – Flicka utan namn